# Florian Martin
Florian Martin (Lorient, 19 marzo 1990) è un calciatore francese, centrocampista svincolato.